# كلود هايم
كلود هايم (بالفرنسية: Claude Heim)‏ هو منافس ألعاب قوى فرنسي، ولد في 29 سبتمبر 1912 في نانسي في فرنسا، وتوفي في 28 مايو 2002.

## وصلات خارجية
- كلود هايم على موقع الاتحاد الفرنسي لألعاب القوى (الفرنسية)
- كلود هايم على موقع اللجنة الأولمبية الدولية (الإنجليزية)
- كلود هايم على موقع أوليمبيديا (الإنجليزية)